# Ung Huot
Ung Huot (khm.: អ៊ឹ ង ហួត; * 1. Januar 1945 in Kandal) ist ein kambodschanischer Politiker, der von 1997 bis 1998 neben Hun Sen als Premierminister von Kambodscha diente. Als Mitglied der monarchistischen FUNCINPEC (frz. für Front Uni National pour un Cambodge Indépendant, Neutre, Pacifique, et Coopératif) war er zunächst Minister für Post und Telekommunikation, dann Erster Premier- und Außenminister. Er gründete später die Reastr Niyum Party, konnte bei den Parlamentswahlen 1998 jedoch keinen Sitz gewinnen und musste zurücktreten.

## Ausbildung
Ung Huot erhielt 1971, als der kambodschanische Bürgerkrieg ausgebrochen war, im Rahmen des Colombo-Plans ein Stipendium für ein Studium des Rechnungswesens und der Finanzen in Australien. Er ließ sich in Melbourne nieder und erklärte sich selbst zum Führer des kambodschanischen Auswandererkomitees in dieser Stadt. Nach seinem Studium wollte er 1975 erst nach Kambodscha zurückkehren, änderte dann aber seine Pläne und blieb in Australien, was ihm nach eigener Aussage vermutlich das Leben gerettet habe. Die Mehrzahl seiner Kollegen, die zurückkehrten, wurden Opfer der Massaker der Roten Khmer. Er nahm die australische Nationalität an und arbeitete rund ein Dutzend Jahre in der Telekommunikation.

## Politische Karriere
1979, als die kommunistische Regierung unter Pol Pot fiel, trat er in die Politik ein und wurde 1982 Vertreter der FUNCINPEC in Australien. Nach dem Pariser Friedensvertrag von 1991 kehrte er nach Kambodscha zurück und wurde ein hochrangiger Beamter in der FUNCINPEC und Minister für Post und Telekommunikation. Bei den Parlamentswahlen 1993, die die FUNCINPEC gewann, war er Wahlkampfleiter der Partei. 1994 wurde er als Nachfolger von Prinz Norodom Sirivudh Außenminister.
Im Juli 1997 wurde der Führer der FUNCINPEC, Norodom Ranariddh, der als Erster Premierminister diente, vom Zweiten Premierminister Hun Sen, Führer der Kambodschanischen Volkspartei (CPP), Rivalin und Koalitionspartner der FUNCINPEC, in einem blutigen Putsch entmachtet. Hun Sen lud Ung Huot ein, Erster Premierminister zu werden und Ranariddh zu ersetzen. Ranariddhs Vater, König Norodom Sihanouk, weigerte sich zunächst, die entsprechende Vereinbarung anzuerkennen, Ung Huot wurde am 16. Juli 1997 jedoch vom Parlament zum Ersten Premierminister gewählt, worauf der König einlenkte. Ung Huot wurde in der Folge von der FUNCINPEC der Korruption angeklagt und aus der Partei ausgeschlossen. Er gründete seine eigene Partei, die Reastr Niyum Party („Populistische Partei“), die bei den Wahlen von 1998 jedoch keinen Sitz im Parlament gewann, womit Ung als Erster Premierminister und Außenminister zurücktreten musste. Damit blieb Hun alleiniger Premierminister.
Ung kehrte später zur FUNCINPEC zurück und wurde einer ihrer Senatoren.

## Familie
Ung Huot ist mit Ung Malis Yvonne verheiratet.